# استاک اسپیریتس
استاک اسپیریتس (انگلیسی: Stock Spirits) شرکت صنایع غذایی بریتانیایی است، که در سال ۱۸۸۴ تأسیس شد‌.